# Čađavica (Bośnia i Hercegowina)
Čađavica (cyr. Чађавица) – wieś w Bośni i Hercegowinie, w Republice Serbskiej, w gminie Ribnik. W 2013 roku liczyła 401 mieszkańców.